# Moderlandet
|  | Denne artikel er oprettet af botten Steenthbot ud fra en ekstern database. Den kan derfor have sproglige fejl eller mangler. Denne skabelon kan fjernes efter kontrol af indholdet. |

Moderlandet er en dansk dokumentarfilm fra 2022 instrueret af Christian Als og Kristoffer Juel og efter manuskript af Knud Brix og Estephan Wagner.